# Ignacy Przybyszewski
Ignacy Yakovlevich Przybyszewski (en russe, Игнатий Яковлевич Пржибышевский (Ignati Iakovlevitch Prjibychevski), mais on trouve aussi les graphies Prjibyshevskiy, Prebiszenski et, dans Tolstoï, Prsczebichewsky, né en 1755 et † après 1810) était un lieutenant-général russe d'origine polonaise qui participa aux guerres de la Révolution et de l'Empire.

## Biographie
Le prince Przybyszewski était issu de la noblesse polonaise de l'actuelle province de Volhynie, comté de Krementchouk (situé aujourd'hui en Ukraine). Né en 1755, il rejoignit très tôt les forces armées de la république des Deux Nations, le royaume polono-lituanien, et servit en 1789 comme commandant en second du 11e régiment de grenadiers à pied du colonel Maximilian Sierakowski.
En 1793, après le deuxième partage de la Pologne, tout comme beaucoup d'autres officiers polonais, il prêta le serment d'allégeance à Catherine et, après la dissolution de l'armée polonaise, fut approuvé par décret du Collège de la Guerre (l'équivalent russe du ministère de la Guerre) au grade de colonel (полковничьем, décret du 6 mai 1793).
Il passa deux ans à la tête du régiment des grenadiers d'Astrakhan avant d'être nommé major-général (l'équivalent de général de brigade) le 15 mai 1795.
Le 15 septembre 1797, il reçut le commandement du régiment des mousquetaires de Koursk, stationné à Wysokie (Vysokaye, en russe Высоколитовск, une petite ville située aujourd'hui en Biélorussie, dans l'oblast de Brest), puis rejoignit le corps d'Alexandre Mikhailovich Rimsky-Korsakov à l'occasion de la campagne militaire engagée contre les Français. Il fut élevé au grade de lieutenant-général (général de division) le 4 juin 1799.
Il reçut alors le commandement de la 3e division de marche (4 régiments) qui occupait l'aile droite du corps d'armée. Les 25-26 septembre 1799, il prit part à la deuxième bataille de Zurich, où il était chargé de venir en aide au général autrichien Friedrich von Hotze.
Arrivé sur les lieux le 25 au soir, il reçut le 26 au matin l'ordre d'attaquer les avant-gardes françaises établies sur le Zürichberg et sur la route de Winterthur, et de protéger la ville, les magasins et le parc d'artillerie russe. La route fut prise et reprise tour à tour par chacune des deux armées avant que les Français du général Lorge ne finissent par culbuter l'infanterie russe qui éprouva de lourdes pertes et fit retraite de façon très désordonnée, le régiment de Przybyszewski perdant là sa bannière.
Au printemps 1800, il était de retour en Russie.

### L'affaire d'Austerlitz
En 1805, il entra de nouveau en campagne contre les Français à la tête de la 3e colonne (brigades Muller, Strik et Loshakov : 6 régiments) qui suivit l'Empereur de Russie depuis Olmutz, en Moravie. Le 1er décembre, il arrivait à Austerlitz.
Suivant le plan de bataille proposé par Weyrother et qui avait été adopté par le tsar Alexandre et le général Koutouzov, sa colonne quitta le 2 décembre à 8 heures du matin le plateau de Pratzen pour se diriger vers Sokolnitz. Mais Napoléon attaqua le plateau de Pratzen et coupa en deux l'armée austro-russe avant de menacer Przybyszewski sur ses arrières au moment où Davout l'attaquait de face. Il fut bientôt entouré de toutes parts.
Przybyszewski tenta de briser l'encerclement et fit une tentative désespérée de mouvement en direction de Kobelnitz. Poursuivi sur plus de trois kilomètres, il atteignit enfin Kobelnitz au crépuscule alors que la cavalerie française sabrait ce qui restait de ses troupes, complétant ce qui n'était plus qu'un incroyable désordre. Généraux, officiers, soldats, armes, canons, drapeaux, tout tomba aux mains des vainqueurs et à peine 1 000 soldats parvinrent à s'échapper.
Przybyszewski fut fait prisonnier par le colonel Jean-Baptiste Francesqui du 8e régiment de hussards (brigade Margaron). Au total, quinze généraux austro-russes furent pris ce jour-là. La résistance désespérée et prolongée de la 3e colonne n'avait cependant pas été inutile puisqu'elle avait facilité le repli vers le sud des deux autres colonnes de Langeron et Dokhtourov.
Dans un rapport qu'il fit parvenir au tsar, Przybyszewski écrivit : 
J'ai supporté le feu le plus intense pendant huit heures, et nos pertes étaient lourdes. L'un de mes adjoints a été tué, un autre blessé, et mes troupes ont été fortement réduites par les salves furieuses qui nous battaient sur trois côtés. Nous n'avions que peu de munitions et aucun espoir de soutien. Malgré tout cela, nous avons résisté à l'ennemi dans les limites de notre force.

### Jugé et dégradé
Pourtant, à son retour de captivité, en 1807, après la paix de Tilsit, le tsar affecta de considérer Przybyszewski comme le principal responsable de la défaite russe et celui-ci passa en cour martiale, où il fut accusé d'avoir abandonné, dès le début de la bataille, son poste et les troupes qui lui avaient été confiées. Le Conseil de guerre l'acquitta de ces chefs d'accusation mais l'affaire fut transférée au Conseil d'État. Accusé de ne pas avoir exécuté les dispositions qui avaient été arrêtées, il fut condamné le 31 octobre (12 novembre) 1810 à la rétrogradation au rang de simple soldat.
L'empereur Alexandre confirma la sanction par l'ordonnance du 25 novembre (7 décembre) 1810 bien que Przybyszewski ait été complètement innocent des accusations dont on l'accablait.
Przybyszewski ne fut pas le seul à subir les foudres du tsar : le lieutenant-général Langeron fut démis de ses fonctions, et le major-général Loshakov (qui commandait l'une des brigades de la colonne de Przybyszewski) fut lui aussi poursuivi. Auparavant, Koutouzov lui-même (qui avait déconseillé au tsar d'engager le combat, et n'avait que le tort d'avoir eu raison) avait été mis à l'écart.
Il mourut peu après.

### Témoignages
Langeron a laissé un témoignage sur Przybyszewski, disant qu'il n'était peut-être pas un général exceptionnel mais qu'il avait un bon coup d'œil, et que c'était un brave soldat et un honnête homme.
Dans La guerre et la paix, Tolstoï a évoqué à plusieurs reprises Przybyszewski et s'est fait l'écho de l'opinion générale des Russes de son époque à son égard : 
À partir de ce moment, on ne fit plus, dans tous les coins de Moscou, que broder sur le même thème, qui était invariablement la mauvaise fourniture des vivres, la trahison des Autrichiens, du Polonais Prsczebichewsky, du Français Langeron, l'incapacité de Koutouzow, et (bien bas, bien bas) la jeunesse, l'inexpérience et la confiance mal placée de l'Empereur. En revanche, on était unanime pour dire que nos troupes avaient accompli des prodiges de valeur : soldats, officiers, généraux, tous avaient été héroïques.